# World of Warcraft Soundtrack
World of Warcraft Soundtrack lub World of Warcraft Collector's Soundtrack – oficjalna ścieżka dźwiękowa z gry World of Warcraft, skomponowana przez Jasona Hayesa, Tracy'ego W. Busha, Dereka Duke'a oraz Glenna Stafforda. Album został wydany 23 listopada 2004 roku przez Blizzard Entertainment na płycie CD (dostępna tylko w edycji kolekcjonerskiej) i do cyfrowego ściągnięcia na stronie iTunes (w formacie m4a).
Album oferuje większość kompozycji pochodzących z oryginalnej gry, dzięki czemu dużo utworów z Warcraft: Orcs & Humans znalazło się również World of Warcraft. Stylistycznie ścieżka dźwiękowa WoWa jest jednak bliższa Warcraftowi III, czego powodem jest to, że Jason Hayes pracował również nad muzyką do poprzednich gier. Wszystkie utwory, z wyjątkiem tych z wokalem, zostały syntetyzowane.

## Formaty i listy utworów
CD, digital download:
| Nr  | Tytuł utworu                                 | Długość |
| --- | -------------------------------------------- | ------- |
| 1.  | „Legends of Azeroth” (Main Title)            | 2:41    |
| 2.  | „The Shaping of the World” (Exclusive Track) | 2:25    |
| 3.  | „Legacy” (Exclusive Track)                   | 2:26    |
| 4.  | „Song of Elune” (Exclusive Track)            | 2:15    |
| 5.  | „Echoes of the Past” (Exclusive Track)       | 1:54    |
| 6.  | „A Call to Arms”                             | 2:19    |
| 7.  | „Seasons of War” (Cinematic Intro)           | 2:58    |
| 8.  | „Stormwind”                                  | 2:15    |
| 9.  | „Orgrimmar”                                  | 2:15    |
| 10. | „The Undercity”                              | 2:28    |
| 11. | „Thunder Bluff”                              | 2:37    |
| 12. | „Darnassus”                                  | 2:45    |
| 13. | „Ironforge”                                  | 2:15    |
| 14. | „Elwynn Forest”                              | 3:04    |
| 15. | „Duskwood”                                   | 6:02    |
| 16. | „Dun Morogh”                                 | 7:31    |
| 17. | „Burning Steppes”                            | 2:27    |
| 18. | „Shimmering Flats”                           | 4:08    |
| 19. | „Felwood”                                    | 2:38    |
| 20. | „Stranglethorn Vale”                         | 4:13    |
| 21. | „Tanaris”                                    | 2:32    |
| 22. | „Teldrassil”                                 | 3:56    |
| 23. | „Tavern”                                     | 1:14    |
| 24. | „Moonfall”                                   | 0:49    |
| 25. | „Ruins”                                      | 1:17    |
| 26. | „Temple”                                     | 1:04    |
| 27. | „Lurking”                                    | 1:01    |
| 28. | „Sacred”                                     | 1:11    |
| 29. | „Graveyard”                                  | 1:08    |
| 30. | „War”                                        | 0:48    |
|     |                                              | 1:16:36 |

## Twórcy i personel pracujący nad ścieżką dźwiękową
- Skomponowana przez Jasona Hayesa, Tracy'ego W. Busha, Dereka Duke'a oraz Glenna Stafforda z Blizzard Entertainment.
- Ścieżka została nagrana i wyprodukowana przez Blizzard Entertainment oraz Citrus Recording Arts w Glendora w Kalifornii, USA.

Źródło: